# ولمسة (يكرن)
ولمسة هو دُوَّار يقع بجماعة مثيوة، إقليم شفشاون، جهة طنجة تطوان الحسيمة في المملكة المغربية. ينتمي الدوّار لمشيخة يكرن التي تضم 20 دواوير. يقدر عدد سكانه بـ 389 نسمة حسب الإحصاء الرسمي للسكان والسكنى لسنة 2004.

## روابط خارجية
- البوابة الوطنية للجماعات الترابية
- المندوبية السامية للتخطيط